# Binuangan
Binuangan ist eine philippinische Stadtgemeinde in der Provinz Misamis Oriental. Sie hat 7515 Einwohner (Zensus 1. August 2015).

## Baranggays
Binuangan ist politisch in acht Baranggays unterteilt.
- Dampias
- Kitamban
- Kitambis
- Mabini
- Mosangot
- Nabataan
- Poblacion
- Valdeconcha